# Dekanat Słupsk Wschód
Dekanat Słupsk Wschód – jeden z 24 dekanatów diecezji koszalińsko-kołobrzeska w metropolii szczecińsko-kamieńskiej. 
W skład dekanatu wchodzą następujące parafie:
- Jezierzyce, parafia pw. św. Antoniego Padewskiego
- Siemianice, parafia pw. św. Józefa, Rzemieślnika
- Słupsk, parafia pw. NSJ
- Słupsk, parafia pw. NMP Królowej Różańca Świętego
- Słupsk, parafia pw. św. Jacka
- Słupsk, parafia pw. św. Jana Kantego
  - Kościół filialny: Krępa Słupska
- Wieszyno, parafia pw. św. Urszuli Ledóchowskiej
- Włynkówko, parafia pw. św. Wojciecha
  - Kościół filialny: Strzelino
- kościół rektorski pw. św. Ottona w Słupsku